# 烏克蘭總統項圈

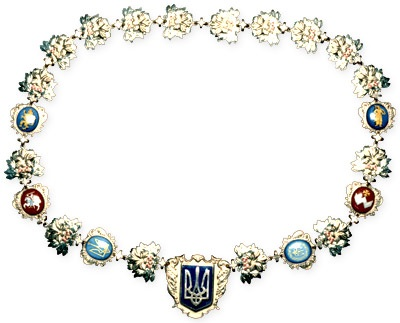

烏克蘭總統项圈（烏克蘭語：Знак Президента України）重约400克。总统项圈并非强制性的象征，但大多数欧洲国家元首都有这样的装饰：例如，总统项圈（像女性项链一样的男性首饰）是波兰和保加利亚国家权力的象征之一。一些国家为新的国家元首授予一个新的项圈，而上一任的项圈则传给了国家博物馆。
项圈用白金和黄金制成。基輔的艺术家们绘制了它的七个纪念章。它们代表了弗拉基米尔大帝的三叉戟、加利西亚王国的徽章和立陶宛大公国的徽章、“持火枪的哥萨克人”标志、盖特曼博赫丹·赫梅利尼茨基的世袭西羅科姆拉徽章和烏克蘭人民共和國的国徽，象征着20世纪建立独立的乌克兰国家的第一次尝试。彩绘奖章与珠宝奖章交替出现：白金月桂花环上方是黄金玫瑰叶，每片镶嵌1.5的96颗石榴石。
总统印章和项圈都保存在带有天鹅绒和小烏克蘭國徽的皮革盒子里。